# Elophos barbarica
Elophos barbarica är en fjärilsart som beskrevs av Louis Beethoven Prout 1913. Elophos barbarica ingår i släktet Elophos och familjen mätare. Inga underarter finns listade i Catalogue of Life.